# Arctic
Arctic S.A. är en rumänsk vitvarutillverkare som bildades 1968 i Găeşti. Företaget ägs sedan 2002 av turkiska Arçelik. Arctic tillverkade ursprungligen kylskåp och ägdes av rumänska staten till 1997 då det noterades på Bukarestbörsen. De fick sin nuvarande ägare 2002.